# New Standard D-24
Die New Standard D-24 war ein von der New Standard Aircraft Company gefertigter Doppeldecker, der ursprünglich für Rundflüge und Flugshows konzipiert wurde. Die aus ihm abgeleiteten Versionen D-25 und D-27 fanden unter anderem Verwendung im Postflugverkehr, als landwirtschaftliche Sprühflugzeuge sowie zum Schmuggel von alkoholischen Getränken während der Prohibition in den Vereinigten Staaten.

## Geschichte
In den 1920er-Jahren führte Ivan Gates mit seinem Unternehmen „Gates Flying Circus“ Barnstorming-Shows in den östlichen US-Bundesstaaten auf. Während der Vorführungen bot er mit dreisitzigen Maschinen des Typs Standard J-1 auch kurze Rundflüge für Besucher an und erzielte damit weitere Einnahmen. Die US-Luftfahrtbehörde kündigte im Jahr 1927 ein Mitnahmeverbot von Passagieren in solchen Flugzeugen an, die eine hölzerne Rumpfkonstruktion besaßen. Ein Weiterbetrieb der Standard J-1 war somit ab Frühjahr 1929 nicht mehr möglich.
Weil keine geeigneten Flugzeuge am Markt verfügbar waren, kaufte Ivan Gates am 17. Oktober 1927 gemeinsam mit dem Konstrukteur Charles Healy Day die in Paterson (New Jersey) ansässige Standard Aircraft Corporation auf und firmierte dieses Unternehmen zur Gates-Day Aircraft Company um. Charles H. Day, der bereits zuvor für diesen Flugzeughersteller gearbeitet hatte, begann mit der Entwicklung eines fünfsitzigen Doppeldeckers nach Gates Vorgabe. Die Maschine sollte Platz für vier Passagiere und einen Piloten bieten, so dass bei gleichen Betriebskosten doppelt so viele Personen wie zuvor befördert werden konnten. Der erste Entwurf, der weitgehend auf der zuvor eingesetzten Standard J-1 beruhte, wies einen zu geringen Rumpfdurchmesser auf und wurde im Jahr 1928 verworfen. Nachdem Charles H. Day den Entwurf modifiziert hatte, konnte der Prototyp im Herbst 1928 fertiggestellt werden. Er besaß eine langgestreckte Pilotenkanzel, in der sich auch die Plätze für die Fluggäste befanden.
Weil es der insgesamt 24. von Charles Healy Day entworfene Flugzeugtyp war, erhielt die Maschine die Bezeichnung Gates-Day GD-24.
Der Prototyp (Fabriknummer: 101, Kennzeichen: NX7286) absolvierte Ende 1928 seinen Erstflug und wurde Anfang Dezember 1928 auf der Luftfahrtausstellung in Chicago präsentiert. Parallel dazu begann die Fertigung der ersten Serienflugzeuge, welche zunächst die Bezeichnung Gates-Day D-24 trugen. Die D-24 besaß im Gegensatz zur GD-24 ein vor der Pilotenkanzel liegendes abgegrenztes Passagierabteil, in dem sich zwei Einzelplätze sowie eine zweisitzige Rückbank für die Fluggäste befanden. Nachdem Ivan Gates seine Firmenanteile veräußert hatte, wurde das Unternehmen zum Jahresende 1928 zur New Standard Aircraft Company umfirmiert. Das in New Standard D-24 umbenannte Serienflugzeug bekam im Februar 1929 seine behördliche ATC-Zulassung (Approve Type Certificate 107).

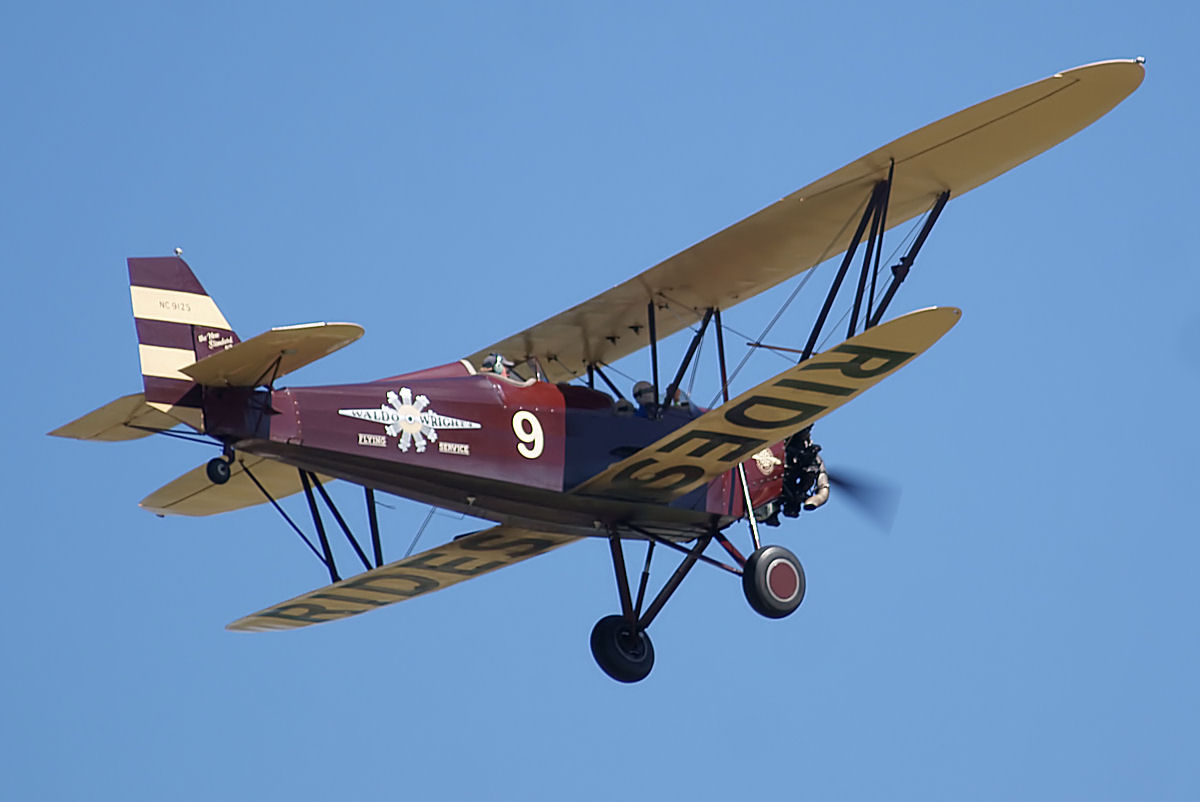
Die untere Tragfläche der New-Standard-Doppeldecker war kürzer als die obere

Auf Basis der D-24 entstand Anfang 1929 die New Standard D-25, welche zahlreiche Detailverbesserungen und einen leistungsstärkeren Neun-Zylinder-Sternmotor des Typs Wright J-5 besaß. Diese Version erhielt ebenfalls im Februar 1929 ihre Betriebszulassung (ATC 108) und war der erfolgreichste Typ der gesamten Baureihe. Die D-25 wurde unter anderem für Rundflüge und als Sprühflugzeug genutzt sowie von Alaskan Airlines im regulären Passagierverkehr eingesetzt. Hierzu rüstete die Fluggesellschaft ihre D-25 nachträglich mit einer überdachten Passagierkabine aus; der Pilot saß weiterhin im Freien. Die im Frühjahr 1929 aus der D-25 abgeleitete dreisitzige D-26 fand keine Abnehmer. Sie besaß Plätze für zwei Fluggäste und einen Gepäckraum im Passagierabteil. Die als einsitziges Postflugzeug konzipierte D-27 wurde von der in Pittsburgh ansässigen Clifford Ball Inc. bestellt.
Nachdem die New Standard Aircraft Company im Jahr 1931 Insolvenz anmelden musste, erwarb die Ben Jones Aircraft Company einige noch nicht endgefertige D-25 und eine große Zahl an Originalteilen aus der Konkursmasse sowie im Jahr 1934 auch die Produktionsrechte. Das Unternehmen baute im Jahr 1937 fünf weitere D-25 als einsitzige Agrarflugzeuge für die in San Francisco ansässige Independent Crop Dusting Incorporation, welche bereits zuvor D-25 eingesetzt hatte. Im Herbst 1938 veräußerte Ben Jones Aircraft die restlichen Originalteile sowie die Fertigungsrechte an die White Aircraft Corporation. Unter der Bezeichnung D-25B produzierte White Aircraft von 1940 bis 1942 fünf weitere Sprühflugzeuge, von denen zwei an das United States Department of Agriculture ausgeliefert wurden. Die D-25B besaß einen 285 PS (209 kW) starken Neun-Zylinder-Sternmotor des Typs Wright J-6-7 Whirlwind.

## Konstruktion
Die tragende Rahmenkonstruktion der New-Standard-Doppeldecker bestand aus genieteten gewinkelten Duraluminiumträgern. In den Rumpf waren zusätzlich Querspanten aus Holz eingezogen, welche unter anderem den Passagierbereich und die Pilotenkanzel voneinander abgrenzten. Als Motoraufhängung diente ein Stahlrohr-Rahmen, der mit der übrigen Zelle verschweißt war. Dieser Abschnitt, welcher die Flugzeugnase bildete, besaß eine Verkleidung aus Aluminiumblech, die übrigen Rumpfbereiche sowie das Leitwerk lediglich eine Stoffbespannung. Das viersitzige Passagierabteil und die Pilotenkanzel waren von innen mit Holz ausgekleidet. Alle Typen hatten ein starres, sehr robustes Hauptfahrwerk, zunächst mit einem Hecksporn, ab der D-25 wurde ein frei bewegliches Heckrad montiert.
Charakteristisch für die New-Standard-Doppeldecker waren ihre unterschiedlich langen Tragflächen, deren Flügelholme und Innenstreben aus Duraluminium bestanden. Die längere und breitere obere Tragfläche hatte eine Flügelspannweite von 13,72 m (45 Fuß), die leicht nach hinten versetzte untere eine Spannweite von 9,91 m (32,5 Fuß). Als Tragflächenhülle diente eine Stoffbespannung.

## Versionen

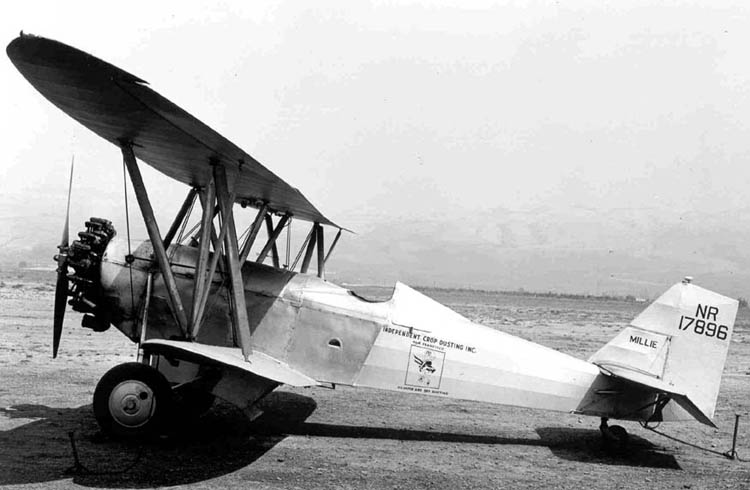
Die „NR17896“ (Fabriknummer 158J) war eine der fünf D-25, die im Jahr 1937 von Ben Jones Aircraft als Agrarflugzeuge gefertigt wurden

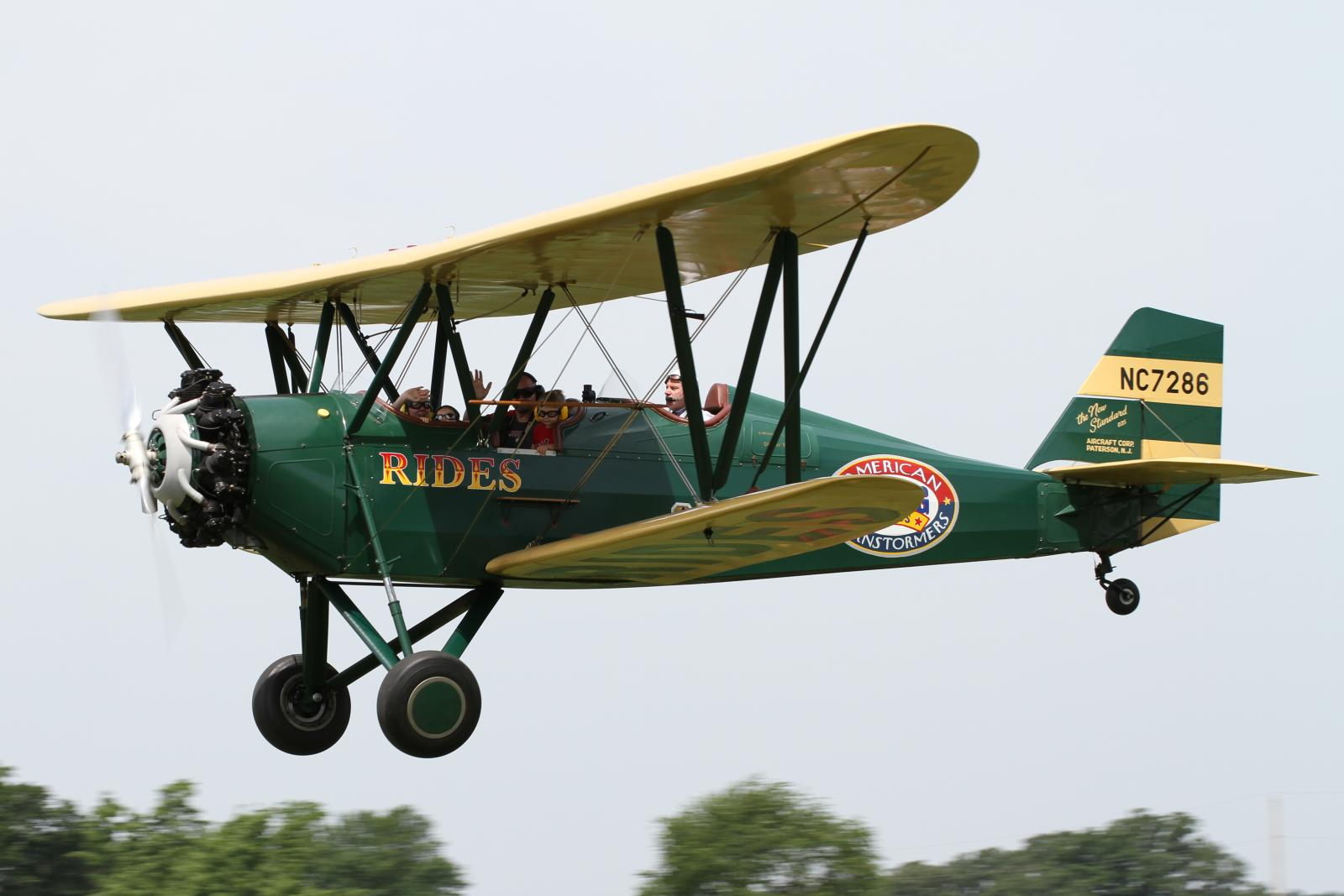
Die restaurierte „N7286“ war ursprünglich ein von White Aircraft gebautes Agrarflugzeug des Typs D-25B. Ihr erstes Kennzeichen lautete „NR25313“.

GD-24Bezeichnung für den Ende 1928 gefertigten Prototyp sowie für ein Vorserienflugzeug; beide ausgerüstet mit einem Sechs-Zylinder-V-Motor des Typs Wright Hispano, der 180 PS (132 kW) leistete.
D-24detailverbesserte Serienversion mit einer vom Passagierbereich abgegrenzten Pilotenkanzel; vier gebaute Flugzeuge, zudem wurden beide GD-24 auf diesen Standard umgerüstet.
D-25basierend auf der D-24, jedoch mit einem 220 PS (161 kW) leistenden Neun-Zylinder-Sternmotor des Typs Wright J-5 und einem Heckrad statt eines Hecksporns. Insgesamt wurden etwa 46 Flugzeuge gebaut sowie nachträglich im Jahr 1937 fünf weitere Maschinen von Ben Jones Aircraft als Agrarflugzeuge. Die Fabriknummern dieser fünf Flugzeuge hatten den Zusatzbuchstaben „J“.
D-25Aidentisch mit der D-25, jedoch mit einem Neun-Zylinder-Sternmotor des Typs Wright J-6-7 Whirlwind, der 225 PS (165 kW) leistete; fünf werksneue Maschinen sowie Umbauten bereits ausgelieferter D-25.
D-25Bnachträglich vom Hersteller White Aircraft aus Teilen ungefertigter D-25 gebaute landwirtschaftliche Sprühflugzeuge, ausgestattet mit einem Neun-Zylinder-Sternmotor des Typs Wright J-6-7 Whirlwind, der 285 PS (209 kW) leistete; in den Jahren 1940 bis 1942 wurden fünf Flugzeuge produziert. Ihre Fabriknummern hatten den Zusatzbuchstaben „W“.
D-26dreisitziges Transportflugzeug zur gleichzeitigen Post- und Personenbeförderung auf Basis der D-25; (vermutlich nur) ein gebautes Flugzeug (Fabriknummer: 202, Kennzeichen: NR35K).
D-26AUmrüstung der D-26 (NR35K) auf einen 240 PS (176 kW) starken Motor des Typs Wright J-6-7 Whirlwind.
D-26BUmrüstung der D-26A (NR35K) auf einen 400 PS (294 kW) starken Motor des Typs Wright J-6-9 Whirlwind. Die Maschine verunglückte auf einem Testflug.
D-27einsitziges Postflugzeug auf Basis der D-25; das Passagierabteil diente als Frachtraum und besaß eine verschließbare Abdeckung, um die Postsendungen vor Wettereinflüssen zu schützen; mindestens vier Maschinen (NC9121 bis NC9124) wurden werksneu an Clifford Ball Inc. ausgeliefert, zudem wurde vermutlich eine D-25 (NC9119) später umgerüstet. Die D-27 besaß als einzige Version Landescheinwerfer. Eine nachträglich mit verbesserter Nachtflugausrüstung und einem Wright J-6 Motor ausgestattete D-27 (NC9122) bekam die Typenbezeichnung D-27A.
D-28dreisitzige Version, ähnlich der D-26, aber mit verändertem Abfluggewicht; nur eine D-24 (NC442) wurde entsprechend umgebaut.
D-30basierend auf der D-25, aber mit verändertem Abfluggewicht; (vermutlich) keine Maschine gefertigt.
NT-2Bezeichnung der United States Coast Guard für zwei D-25A, die im Jahr 1934 als Schmugglerflugzeuge beschlagnahmt und anschließend von der US Coast Guard genutzt wurden. Die Maschinen gingen im Oktober bzw. November 1935 durch Unfälle verloren.

## Technische Daten der New Standard D-25

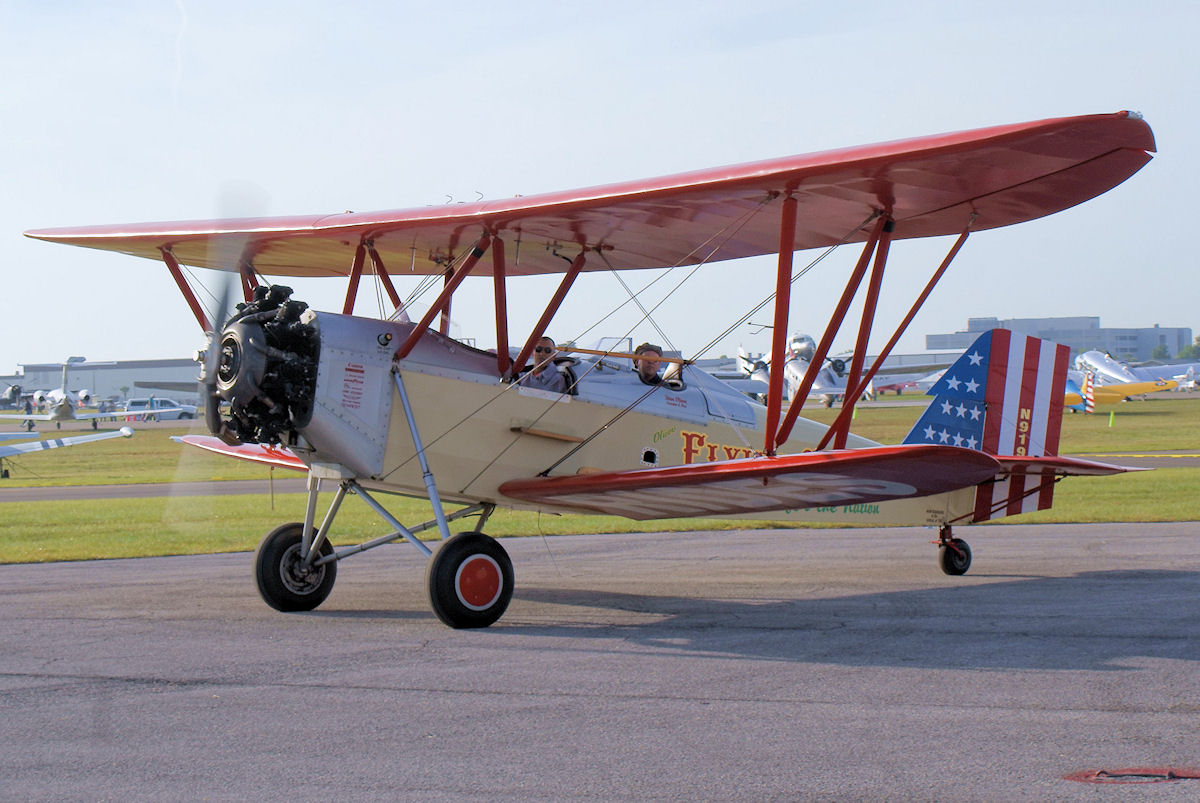
Die 1929 gebaute „N9194“ in den Farben des historischen „Olivers Flying Circus“ im April 2014

| Kenngröße             | Daten                                                                                  |
| --------------------- | -------------------------------------------------------------------------------------- |
| Besatzung             | 1                                                                                      |
| Passagiere            | 4                                                                                      |
| Länge                 | 8,08 m                                                                                 |
| Höhe                  | 3,38 m                                                                                 |
| Spannweite            | 13,72 m (obere Tragfläche) 9,91 m (untere Tragfläche)                                  |
| Leermasse             | 912 kg                                                                                 |
| max. Zuladung         | 367 kg (bei maximaler Tankfüllung)                                                     |
| max. Startmasse       | 1.524 kg                                                                               |
| Reisegeschwindigkeit  | 157 km/h (84 kts)                                                                      |
| Höchstgeschwindigkeit | 177 km/h (95 kts)                                                                      |
| Landegeschwindigkeit  | 60 km/h (32 kts)                                                                       |
| Dienstgipfelhöhe      | 5.486 m (18.000 Fuß)                                                                   |
| Steigrate             | 4 m/s (auf Meereshöhe)                                                                 |
| Reichweite            | 789 km (426 NM)                                                                        |
| Tankinhalt            | 242 l (64 Gallonen)                                                                    |
| Triebwerk             | ein Neunzylinder-Sternmotor des Typs Wright J-5 mit einer Leistung von 161 kW (220 PS) |

## Erhaltene Exemplare

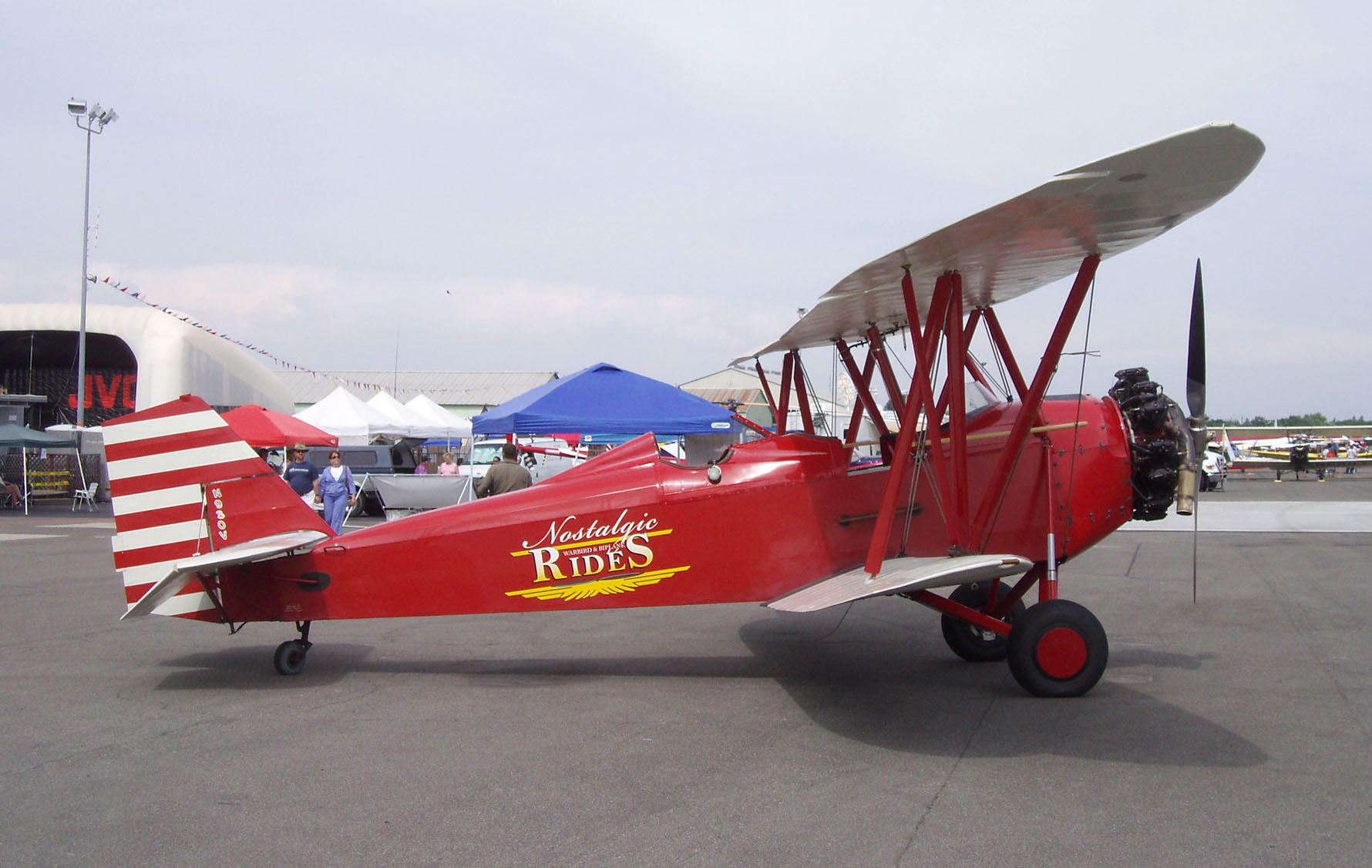
Die „N930V“ befindet sich in Privatbesitz

Neben mehreren D-25, die als reine Ausstellungsstücke erhalten blieben, befinden sich mindestens sieben Maschinen in einem lufttüchtigen Zustand. Einige dieser Flugzeuge tragen ihre historischen NC-Kennzeichen auf dem Rumpf, unter denen sie heute aber nicht mehr offiziell registriert sind.
Fabriknummer 105Die Maschine (Kennzeichen: N9756) wurde im März 1929 ursprünglich als D-24 gefertigt und anschließend von New Standard zur D-25 umgebaut. Das Flugzeug gehört dem privaten Luftfahrtmuseum Fantasy of Flight in Polk City (Florida) und wird von Waldo Wright's Flying Service betrieben.
Fabriknummer 133Diese im Juli 1929 gefertigte D-25 (Kennzeichen: N9194) wird von Lowe Aviation in den Farben des ehemaligen „Olivers Flying Circus“ auf Rundflügen eingesetzt.
Fabriknummer 143Eine D-25 (Kennzeichen: N9119), die 1929 gebaut wurde und heute dem Georgia Aircraft Museum gehört.
Fabriknummer 152Die 1930 gefertigte D-25 (Kennzeichen: N930V) befindet sich in Privatbesitz und wird für Rundflüge genutzt.
Fabriknummer 205Diese D-25A (Kennzeichen: N9125) war das letzte Flugzeug, das von der New Standard Aircraft Company im Jahr 1931 gefertigt wurde. Sie gehört dem Museum Fantasy of Flight und wird von Waldo Wright's Flying Service betrieben.
Fabriknummer 162JDie D-25 (Kennzeichen: N9157) war eines der fünf im Jahr 1937 von Ben Jones Aircraft gefertigten einsitzigen Agrarflugzeuge. Bei der Restaurierung erfolgte die Umwandlung in ein Standardflugzeug mit fünf Sitzplätzen. Die Maschine befindet sich in Besitz des Museums Old Rhinebeck Aerodrome.
Fabriknummer 167WDas Flugzeug (Kennzeichen: N7286) war der letzte gefertigte Doppeldecker der gesamten Baureihe. Er wurde im Jahr 1942 von White Aircraft als Sprühflugzeug des Typs D-25B ausgeliefert. Die Maschine wurde bei der Restaurierung in den Zustand einer D-25A versetzt.